# Simon Corcoran

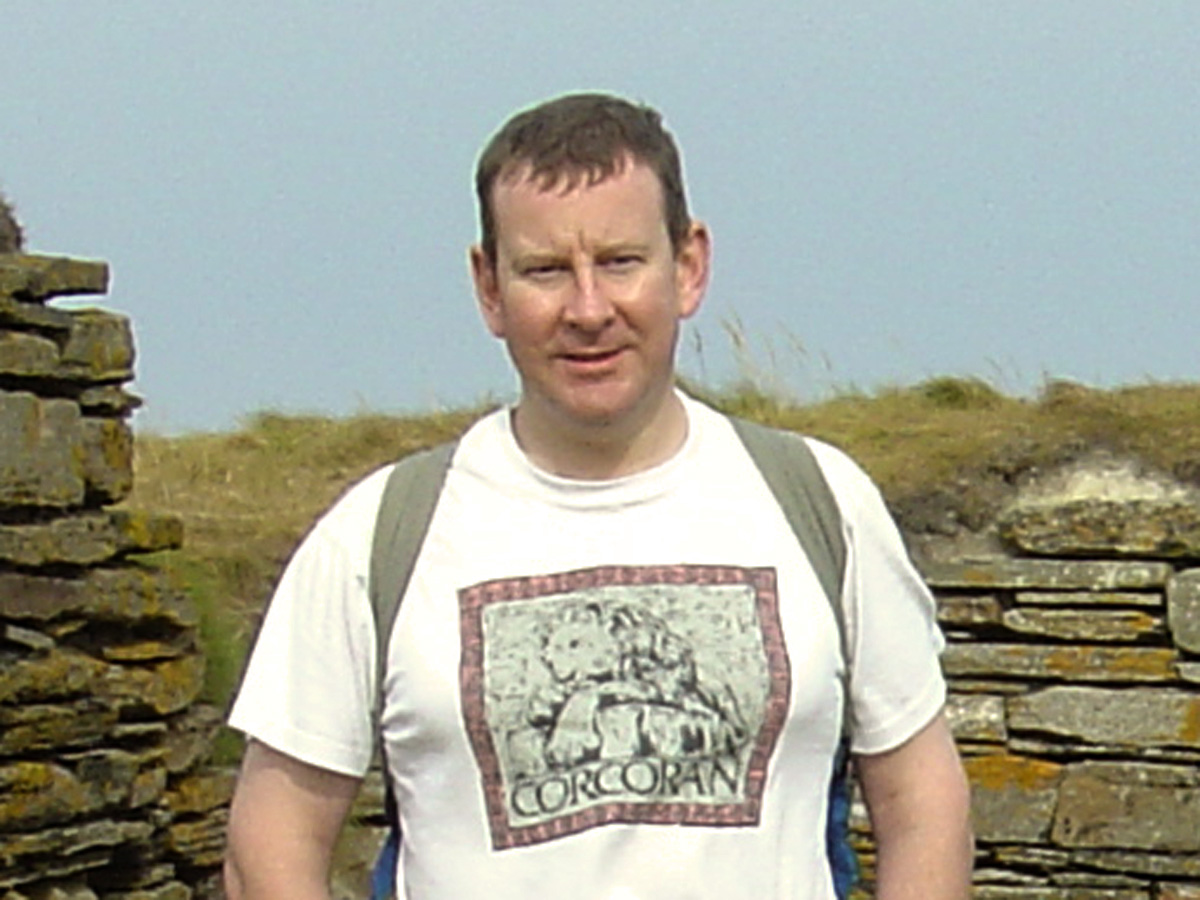
Simon Corcoran em 2003 em Knap of Howar, ilha de Papa Westray, Órcades.

Simon Corcoran (n. 1960) é um historiador especializado em história antiga e docente no University College London. Fez o doutoramento no St. John's College da Universidade de Oxford em 1992. Recebeu o Prémio Henryk Kupiszewski pelo seu livro The Empire of the Tetrarchs em 1998.

## Obra publicada

### Livros
- Corcoran, Simon (2000). The Empire of the Tetrarchs, Imperial Pronouncements and Government AD 284–324 2nd ed. [S.l.]: Oxford University Press. ISBN 019815304X

### Artigos
- Corcoran, Simon (2009). «Anastasius, Justinian, and the Pagans: A Tale of Two Law Codes and a Papyrus». Journal of Late Antiquity. 2.2 (Fall): 183–208. ISSN 1939-6716. doi:10.1353/jla.0.0049
- Corcoran, Simon J J (2009). «After Kruger: Observations on some additional or revised Justinian Code headings and subscripts». 126: H. Böhlau. Zeitschrift der Savigny-Stiftung f̐ưur Rechtsgeschichte. Romanistische Abtheilung: 423. ISSN 0323-4096. OCLC 440690826
- Corcoran, Simon J J (2009). «New subscripts for old rescripts: The Vallicelliana fragments of Justinian Code Book VII». 126: H. Böhlau. Zeitschrift der Savigny-Stiftung f̐ưur Rechtsgeschichte. Romanistische Abtheilung: 401. ISSN 0323-4096. OCLC 440690823
- Corcoran, Simon (2007). «Two tales, two cities: Antinoopolis and Nottingham». In:  Drinkwater, John; Salway, Benet. Wolf Liebeschuetz reflected: Essays presented by Colleagues, Friends, and Pupils. Col: BICS Supplement 91. [S.l.]: University of London, School of Advanced Study, Institute of Classical Studies. pp. 193–209. ISBN 9781905670048
- Corcoran, Simon (2006). «The Tetrarchy: policy and image as reflected in imperial pronouncements». In:  Boschung, Dietrich; Eck, Werner. Die Tetrarchie: Ein neues Regierungssystem und seine mediale Präsentation. Col: ZAKMIRA Schriften 3. [S.l.]: Reichert Verlag: Wiesbaden. pp. 31–61. ISBN 389500510X
- Corcoran, Simon (2006). «Emperor and citizen in the era of Constantine». In:  Hartley, Elizabeth; Henig, Martin; Mee, Frances; Hawkes, Jane. Constantine the Great: York’s Roman Emperor. [S.l.]: Lund Humphries. pp. 41–51. ISBN 0853319286
- Corcoran, Simon (2006). «Before Constantine». In:  Lenski, Noel. The Cambridge Companion to the Age of Constantine. [S.l.]: Cambridge University Press. pp. 35–58. ISBN 9780521521574
- Corcoran, Simon (2000). «The sins of the fathers: a neglected constitution of Diocletian on incest». Routledge. Journal of Legal History. 21.2: 1–34. ISSN 0144-0365. OCLC 199222568